# Борис Недков
Борис Христов Недков — болгарський науковець–історик та сходознавець.

## Життєпис

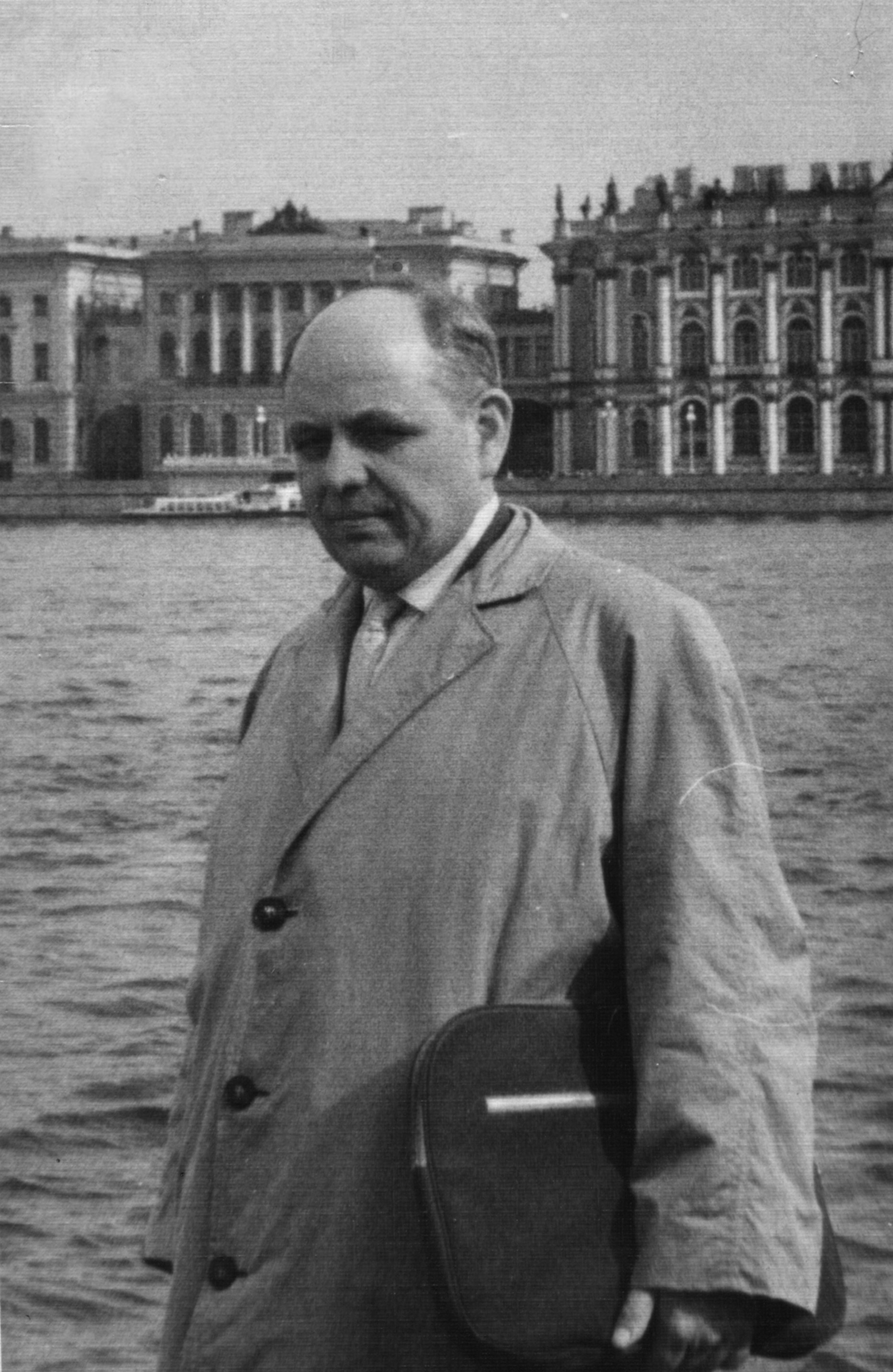
Борис Недков (1970)

Борис Недков закінчив Софійську духовну семінарію в 1931. Навчався у турецькій школі «Медресет юн нювваб» у Шумені, а потім – на юридичному факультеті Софійського університету «Св. Климента Охридського” . 
З 1936 вивчав тюркологію в Берліні як стипендіат Міністерства народної освіти, а з 1938 –сходознавство. 
У 1941 закінчив вищу освіту в Берліні та отримав ступінь "доктора філософії" за дисертацію "Джизія (головний податок) в Османській імперії з оглядом Болгарії".
З 1942 працював у Національній бібліотеці «Св. . Кирила і Мефодія" в Софії куратором його східного відділу [Архівовано 19 грудня 2014 у Wayback Machine.] зі ступенем старшого наукового співробітника. Розшукував численні рукописи, деякі з яких публікував.
У 1961 став доцентом кафедри сходознавства Софійського університету, а з 1970 — професором та завідувачем цієї ж кафедри.
Особистий архівний фонд № 2173 "Недков, Борис Христов" зберігається у Державному архіві - Софія.

## Твори
- Die Ĉizya (Kopfsteuer) im Osmanischen Reich. Mit besonderer Berüsichtigung von Bulgarien. Leipzig, 1942
- Поголовният данък в Османската империя с оглед на България, Исторически преглед, София 1945, № 1, с. 18-33
- Турски документи за Ботевата чета, В: Сборник „Христо Ботев“, 1949, с. 675-776
- България и съседните земи в географията на Идриси, 1960, 183 с.
- Левски пред турския съд, В: Сборник „Велик и безсмъртен“, 1963, с. 99-111
- Османо-турската дипломатика и палеография. Ч. I, 1966, 216 с., Ч.II Документи и речник, 1975, 535 с.
- Турски извори за българската история, т. II. Документи от XV век (съставител)
- Българско – турски речник / Bulgarca — Türkçe Sözlük. София, 1961. (съавт. Салих Бакладжиев).